# Clun Castle
Clun Castle er ruinen af en middelalderborg i byen Clun, Shropshire, England. Clun Castle blev etableret af den normanniske lord Robert de Say efter den normanniske version af England, og det blev en vigtig Marcher lord-fæstning i 1100-tallet. I mange år var den ejet af Fitzalan-familien, og Clun spillede en vigtig rolle i at besktyte området mod angreb fra Wales, indtil den gradvist blev forladt til fordel for den mere luksuriøse Arundel Castle. Fitzalan-familien ombyggeede Clun Castle til et jagtslot i 1300-tallet med et tilhørende haveanlæg. I 1500-tallet var den dog blevet en ruin.
Den blev ødelagt i 1646 i forbindelse med den engelske borgerkrig for at forhindre den blev brugt militært. Herefter forfaldt ruinerne yderligere indtil man begyndte at renovere den i 1890'erne.
Det er i dag en listed building af første grad og et Scheduled monument. Den ejes af hertugen af Norfolk, der også har titlen som Baron Clun, og den drives af English Heritage.